# Neil Nitin Mukesh

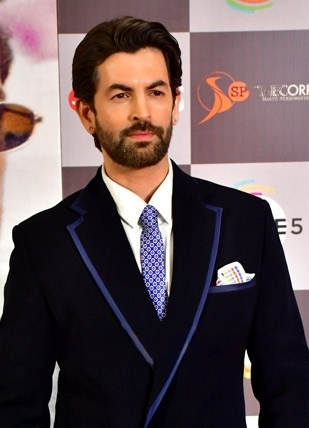
Neil Nitin Mukesh (2025)

Neil Nitin Mukesh Chand Mathur (* 15. Januar 1982 in Mumbai) ist ein indischer Schauspieler, Produzent und Drehbuchautor, der für seine Arbeit in Hindi-Filmen bekannt ist. Er ist der Sohn des Playback-Sängers Nitin Mukesh und Enkel des Sängers Mukesh. Er debütierte als Kinderdarsteller in den Filmen Vijay (1988) und Jaisi Karni Waisi Bharnii (1989), bevor er in der Titelrolle von Johnny Gaddaar (2007) sein vollwertiges Debüt gab. Seitdem hat er in New York (2009), Prem Ratan Dhan Payo (2015), Golmaal Again (2017) und Saaho (2019) mitgespielt. Sein tamilisches Filmdebüt gab er mit Kaththi (2014) und sein Telugu-Filmdebüt mit Kavacham (2018).

## Hintergrund und früheres Leben
Neil Nitin Mukesh Chand Mathur wurde am 15. Januar 1982 in Bombay (heutiges Mumbai), Maharashtra, Indien geboren. Sein Vater ist der Bollywood-Playback-Sänger Nitin Mukesh, Sohn des Sängerveteranen Mukesh. Seine Großmutter väterlicherseits war eine Gujarati Shrimali Brahmane, während sein Großvater väterlicherseits ein Mathur Kayastha aus Delhi war. Er wurde von Lata Mangeshkar nach dem amerikanischen Astronauten Neil Armstrong benannt. Als Kind trat er in Vijay (1988) und Jaisi Karni Waisi Bharnii (1989) als die jüngere Version von Rishi Kapoor bzw. Govinda auf.
Neil Nitin Mukesh besuchte das HR College in Mumbai, wo er auf Drängen seines Vaters einen Bachelor-Abschluss in Handel erwarb. Danach entschied er sich für eine Karriere als Schauspieler, obwohl er in eine Familie von Sängern hineingeboren wurde. In einem Interview mit der Times of India sagte Mukesh: „Singen ist mein Hobby, aber die Schauspielerei ist meine Leidenschaft. Eine Leidenschaft, die schon mein Großvater hegte. Während mein Vater also sein Vermächtnis fortführte und Sänger wurde, ging ich seiner anderen Leidenschaft nach. Ich lebe seinen Traum.“ Mukesh nahm an einem viermonatigen Workshop des Kishore Namit Kapoor Acting Institute teil und erhielt Unterricht von dem Schauspieler Anupam Kher.

### 2007–2010: Debüt und Durchbruch
Mukesh gab sein Debüt 2007 in Sriram Raghavans Thriller Johnny Gaddaar. Seine Darstellung eines Gauners wurde von den Kritikern positiv bewertet und brachte ihm eine Nominierung für den Filmfare Award für das beste männliche Debüt ein. Taran Adarsh von Bollywood Hungama beschrieb Neil als ein „absolutes Naturtalent“: „Der junge Mann spielt die Rolle mit Geschicklichkeit. Es gibt nur ein Wort, um seine Leistung zu beschreiben – großartig!“ Doch trotz des Beifalls der Kritiker war der Film an den Kinokassen nicht erfolgreich.
Sein erster Film 2009 war der Science-Fiction-Thriller Aa Dekhen Zara. An der Seite von Bipasha Basu spielte er einen erfolglosen Fotografen, der von seinem Großvater, einem Wissenschaftler, eine Kamera erbt, deren Fotos die Zukunft vorhersagen. Der Film war ein kritischer und kommerzieller Misserfolg. Während Nikhat Kazmi ihn als charmant und mühelos beschrieb, sagte Raja Sen von Rediff.com, er „scheint sich geschickt eine andere Rolle ausgesucht zu haben, die ihm nicht viel mehr abverlangt, als die Fisch-aus-dem-Wasser-Routine zu spielen“.

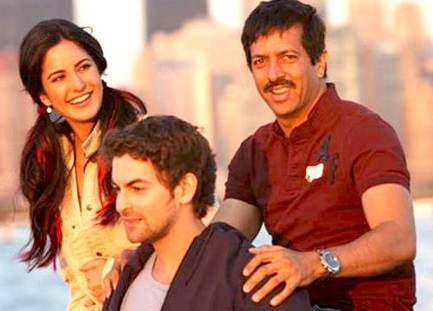
Mukesh mit Katrina Kaif und Kabir Khan an den Kulissen von New York, 2009

Seinen großen Durchbruch hatte er mit Kabir Khans Drama-Thriller New York mit John Abraham, Katrina Kaif und Irrfan Khan. Der Film, der die Folgen des 11. September 2001 thematisiert, war ein kritischer und kommerzieller Erfolg und spielte weltweit über 610 Mio. ₹ (7,0 Mio. USD) ein. Seine Leistung wurde von den Kritikern gelobt und brachte ihm eine Nominierung für den Filmfare Award als bester Nebendarsteller ein. Subhash K Jha schrieb: „Neil als der Zwölftklässler mit den Stars and Stripes in seinen Augen ist völlig überzeugend, glaubwürdig und unterstützt die beiden Hauptdarsteller.“
Sein letzter Film des Jahres war Jail von Madhur Bhandarkar, ein Drama, das sich um die grausame Realität von Gefangenen in indischen Gefängnissen dreht. Die ästhetische Nacktszene des Films (die die Folterung von Mukeshs Figur im Gefängnis zeigt) und eine Masturbationsszene lösten eine Kontroverse aus; infolgedessen wurde die letztgenannte Szene gekürzt. Mukesh bemerkte: „Meine Nackt- oder Masturbationsszenen sind nicht zu verändern. Es ist eine sehr praktische Notwendigkeit im Drehbuch. Meine Figur sitzt seit 2-1/2 Jahren ohne Sex im Gefängnis. Was macht er da? Er sucht natürlich selbst nach Vergnügen.“ Der Film war ein kommerzieller Misserfolg, dennoch wurden der Film und seine Leistung von den Kritikern gelobt. Taran Adarsh schrieb: „Neil Nitin Mukesh liefert nicht nur seine bisher beste Leistung ab, sondern diese Leistung gehört mit Sicherheit zu den besten des Jahres. Er vermittelt das Pathos und die Hilflosigkeit, die diese Figur erfordert, mit erstaunlichem Verständnis. Er verdient alles Lob für seine außergewöhnliche Darstellung.“
Im Jahr 2010 spielte Mukesh in Pradeep Sarkars Action-Drama Lafangey Parindey mit Deepika Padukone. Während der Film gemischte Kritiken erhielt, wurde seine Darstellung eines Kämpfers von den Kritikern gewürdigt. Laut Sonia Chopra von Sify ergänzt Neils „untertriebener Schauspielstil die Skizze des Charakters perfekt“. Blessy Chettiar von Daily News and Analysis bemerkte: „Er sieht in jeder Einstellung großartig aus und bringt das raue Auftreten [der Figur] mit Schwung rüber.“ Lafangey Parindey war ein mäßiger kommerzieller Erfolg mit einem weltweiten Einspielergebnis von 310 Mio. ₹ (3,6 Mio. US$). Anschließend spielte Neil die Hauptrolle in Sudhir Mishras dramatischem Thriller Tera Kya Hoga Johnny.
Seit April 2010 ist er auch Markenbotschafter für eine der führenden Bekleidungsmarken des Landes, Oxemberg.

### 2011–heute: Aktuelle Werke
Im folgenden Jahr spielte Mukesh die Hauptrolle in Vishal Bhardwajs 7 Khoon Maaf, einem schwarzen Komödiendrama (basierend auf Ruskin Bonds Kurzgeschichte Susanna’s Seven Husbands) mit Priyanka Chopra in der Rolle einer Frau, die auf der Suche nach Liebe ihre sieben Ehemänner ermordet. Der Schauspieler übernahm die Rolle von Chopras erstem Ehemann, Major Edwin Rodriques, einem arroganten, eifersüchtigen und besitzergreifenden Armeeoffizier, der 1984 bei der Operation Blue Star im Punjab ein Bein verlor. Der Film wurde bei den 61. Berliner Filmfestspielen uraufgeführt; er war ein kommerzieller Misserfolg und erhielt von den Kritikern gemischte Kritiken, doch Mukeshs Leistung wurde gelobt. Nikhat Kazmi schrieb, dass er „in der Rolle des Rohlings brillierte“.
Im Jahr 2012 spielte Mukesh die Hauptrolle in Abbas-Mustans Players als Teil eines Ensembles mit Abhishek Bachchan, Sonam Kapoor, Bipasha Basu und Bobby Deol. Der Film war ein Remake des Hollywood-Raubthrillers The Italian Job aus dem Jahr 2003; er war auch ein kommerzieller Misserfolg und erhielt von den Kritikern gemischte bis negative Kritiken (wie auch Mukeshs Leistung). Subhash K Jha sagte, er bringe „einen fiesen, bedrohlichen Ton in die Schurkerei“, und laut Sukanya Verma von Rediff.com verwechselt Mukesh „das Unheimliche mit dem Oberflächlichen, was zu einer wirklich falschen Darstellung führt“.
Im Jahr 2013 wirkte Mukesh in drei Filmen mit, die jedoch alle kommerziell erfolglos waren. Sein erster Film war Bejoy Nambiars Action-Drama David, in dem er einen Gangster spielte, dessen Boss die asiatische Gemeinschaft im London der 1970er Jahre kontrolliert. Der Schauspieler sagte, dass ihn die doppelte Persönlichkeit seiner Figur reizte: „Hier war dieser knallharte, extrem gewalttätige Gangster, und auf der anderen Seite wollte mein Regisseur, dass ich auch seine emotionale und romantische Seite zeige.“ Der Film erhielt gemischte Kritiken, aber Mukeshs Leistung wurde von der Kritik gelobt. Madhureeta Mukherjee beschrieb den Film in der Times of India als „zurückhaltend und kraftvoll“ und Rajeev Masand von CNN-IBN sagte, Mukesh sei „schön zurückhaltend“.
Als Nächstes spielte er neben Sonal Chauhan in dem Horrorfilm 3G von Eros International. Der Film wurde auf den Fidschi-Inseln gedreht und erzählt die Geschichte eines Duos, das mit übernatürlichen Ereignissen konfrontiert wird, als es ein 3G-fähiges Telefon kauft. Der Film wurde von den Kritikern nicht gut aufgenommen. In einer Rezension für Rediff.com sagte Ankur Pathak, dass Mukesh „aggressiv übertrieben“ sei, und fügte hinzu, dass seine „Körpersprache durchweg unangenehm“ sei. Er erschien auch in Susi Ganeshans Krimi Shortcut Romeo mit Ameesha Patel und Puja Gupta. Der Film geriet in Schwierigkeiten, als er von seinen Produzenten nur in begrenztem Umfang veröffentlicht wurde, und entpuppte sich als großer kommerzieller Misserfolg. Über seine Leistung sagte Madhureeta Mukherjee von The Times of India: „Neil spielt wie immer gut, er sieht gut aus (er muss seine Körperlichkeit für solche Rollen abschwächen) und beweist, dass Schauspieler wie er bessere Drehbücher brauchen, um ihr wahres Potenzial zu entfalten.“
Mukesh hat die Arbeit an zwei Filmen abgeschlossen – Prerna Wadhwans romantisches Drama Ishqeria, in dem er an der Seite von Richa Chadda zu sehen sein wird, und Manish Vatsalyas Dussehra, in dem Mukesh als Spezialist für Begegnungen mit Tena Desae zu sehen sein wird. Sein Debüt im tamilischen Kino gab er mit AR Murugadoss’ Kaththi. Außerdem spielte er 2015 in Sooraj R. Barjatyas Familiendrama Prem Ratan Dhan Payo mit Salman Khan und Sonam Kapoor mit und hatte einen Gastauftritt in Wazir.
Im November 2018 wurde er Produzent und begann mit den Dreharbeiten zu Bypass Road, einem Thriller-Drama, bei dem sein Bruder Naman Nitin Mukesh Regie führte und das er selbst geschrieben hat. Der Film wurde am 8. November 2019 veröffentlicht.
2019 spielte er in Saaho, einem mehrsprachigen Film unter der Regie von Sujeeth, den Antagonisten Jai alias Ashok Chakravarty.

## Privates
Im Jahr 2017 heiratete Mukesh Rukmini Sahay in einer traditionellen Hindu-Hochzeit, die von den Familienältesten arrangiert wurde. Das Paar bekam im September 2018 eine Tochter.

## Andere Unternehmungen

### Sozialer Aktivismus
Im Jahr 2009 gründete Mukesh eine Nichtregierungsorganisation (NRO), um bedürftige Frauen zu unterstützen, indem er ihnen Nahrung, Unterkunft und eine Berufsausbildung bietet, damit sie sich selbst versorgen können. Das philanthropische Projekt wurde nach seiner Großmutter, Saral Devi Mathur, benannt. Der Schauspieler sagte: „Ich habe gelesen, dass Frauen unterdrückt und von Männern und anderen Familienmitgliedern ausgebeutet werden. Sie werden wie Waren verkauft und in die Prostitution getrieben. Es tut mir immer weh, all das zu hören, und im Hinterkopf hatte ich den Gedanken, eine Organisation zu gründen, um solche Frauen zu unterstützen.“ 2012 unterstützte er gemeinsam mit Volkswagen die Umweltkampagne „Think Blue“, eine Initiative, die das Bewusstsein für Wasserknappheit und andere drängende ökologische Probleme schärft.

### Teilnahme an Preisverleihungen
Mukesh nahm als Ehrengast an den Hiru Golden Film Awards 2016 in Sri Lanka teil, zusammen mit Bollywood-Schauspielern wie Sunil Shetty, Jackie Shroff und den Schauspielerinnen Sridevi, Madhuri Dixit und Karishma Kapoor.

## Filmographie
| Jahr | Film                      | Rolle                    | Anmerkungen                                                                   |
| ---- | ------------------------- | ------------------------ | ----------------------------------------------------------------------------- |
| 1988 | Vijay                     | Young Vikram             | Kinderschauspieler                                                            |
| 1989 | Jaisi Karni Waisi Bharnii | Young Ravi Verma         | Kinderschauspieler                                                            |
| 2002 | Mujhse Dosti Karoge       | —                        | Regie-Assistenz                                                               |
| 2007 | Johnny Gaddaar            | Vikram / Johnny G        | Nominiert für den Filmfare Award for Best Male Debut                          |
| 2009 | Aa Dekhen Zara            | Ray Acharya              |                                                                               |
| 2009 | New York                  | Omar Aijaz               | Nominiert für den Filmfare Award for Best Supporting Actor                    |
| 2009 | Jail                      | Parag Dixit              |                                                                               |
| 2010 | Lafangey Parindey         | Nandan Kamthekar         |                                                                               |
| 2010 | Tera Kya Hoga Johnny      | Parvez                   |                                                                               |
| 2011 | 7 Khoon Maaf              | Major Edwin Rodriques    |                                                                               |
| 2012 | Players                   | Spider                   |                                                                               |
| 2013 | David                     | David und sein Sohn      |                                                                               |
| 2013 | 3G                        | Sam                      |                                                                               |
| 2013 | Shortcut Romeo            | Sooraj                   |                                                                               |
| 2014 | Kaththi                   | Shirag                   | Nominiert für den SIIMA Award for Actor in a Negative Role – Tamil Tamil Film |
| 2015 | Prem Ratan Dhan Payo      | Yuvraj Ajay Singh        |                                                                               |
| 2016 | Wazir                     | Wazir                    |                                                                               |
| 2017 | Indu Sarkar               | Sanjay Gandhi            | [ 56 ]                                                                        |
| 2017 | Golmaal Again             | Nikhil                   |                                                                               |
| 2018 | Ishqeria                  | Raghav                   |                                                                               |
| 2018 | Dassehra                  | Rudra Pratap Singh       |                                                                               |
| 2018 | Kavacham                  | Vikramaditya             |                                                                               |
| 2019 | Saaho                     | Jai / Ashok Chakravarthy |                                                                               |
| 2019 | Bypass Road               | Vikram Kapoor            | Co-Produzent                                                                  |
| 2024 | Hisaab Barabar            | Micky Mehta              | [ 57 ]                                                                        |

## Preise und Nominierungen
| jahr | Preis                                               | Kategorie                                            | Film           | Ergebnis  |
| ---- | --------------------------------------------------- | ---------------------------------------------------- | -------------- | --------- |
| 2008 | International Indian Film Academy Awards            | Star Debut of the Year – Male                        | Johnny Gaddaar | Nominiert |
| 2008 | Zee Cine Awards                                     | Special Award (Critics)                              | Johnny Gaddaar | Gewonnen  |
| 2008 | Screen Awards                                       | meist versprechender Newcomer                        | Johnny Gaddaar | Nominiert |
| 2008 | Stardust Awards                                     | Superstar of Tomorrow – Male                         | Johnny Gaddaar | Nominiert |
| 2008 | Apsara Film &amp; Television Producers Guild Awards | Bester Schauspieler in einer negativen Rolle         | Johnny Gaddaar | Gewonnen  |
| 2008 | Filmfare Awards                                     | Bester männlicher Bewerber                           | Johnny Gaddaar | Nominiert |
| 2010 | Filmfare Awards                                     | Bester unterstützender Schauspieler                  | New York       | Nominiert |
| 2012 | Screen Awards                                       | Bester unterstützender Schauspieler                  | 7 Khoon Maaf   | Nominiert |
| 2015 | South Indian International Movie Awards             | Bester Schauspieler in einer negativen Rolle         | Kaththi        | Gewonnen  |
| 2017 | IIFA Awards                                         | Bester Bösewicht                                     | Wazir          | Nominiert |
| 2020 | Zee Cine Awards Telugu                              | Beliebtester unterstützender männlicher Schauspieler | Saaho          | Gewonnen  |